# Superb (Schiff, 1820)
Die Superb war ein schottisches Dampfschiff, das für kommerzielle Zwecke eingesetzt wurde.

## Geschichte
Das Schiff wurde von John Scott and Sons in Greenock gebaut und mit zwei Seiten-Balancier-Dampfmaschinen von David Napier aus Glasgow ausgestattet. Es wurde zunächst auf der Strecke von Greenock nach Liverpool eingesetzt. 1824 wurde es an den französischen Reeder Pierre Andriel verkauft und zu Ehren von Ferdinand I. in Real Ferdinando (italienisch König Ferdinand) umbenannt. Es ersetzte das Schiff Ferdinando Primo auf der Strecke von Neapel nach Marseille.